# Ibiaí
Ibiaí – miasto i gmina w Brazylii, w stanie Minas Gerais.